# 헤나디 라후타

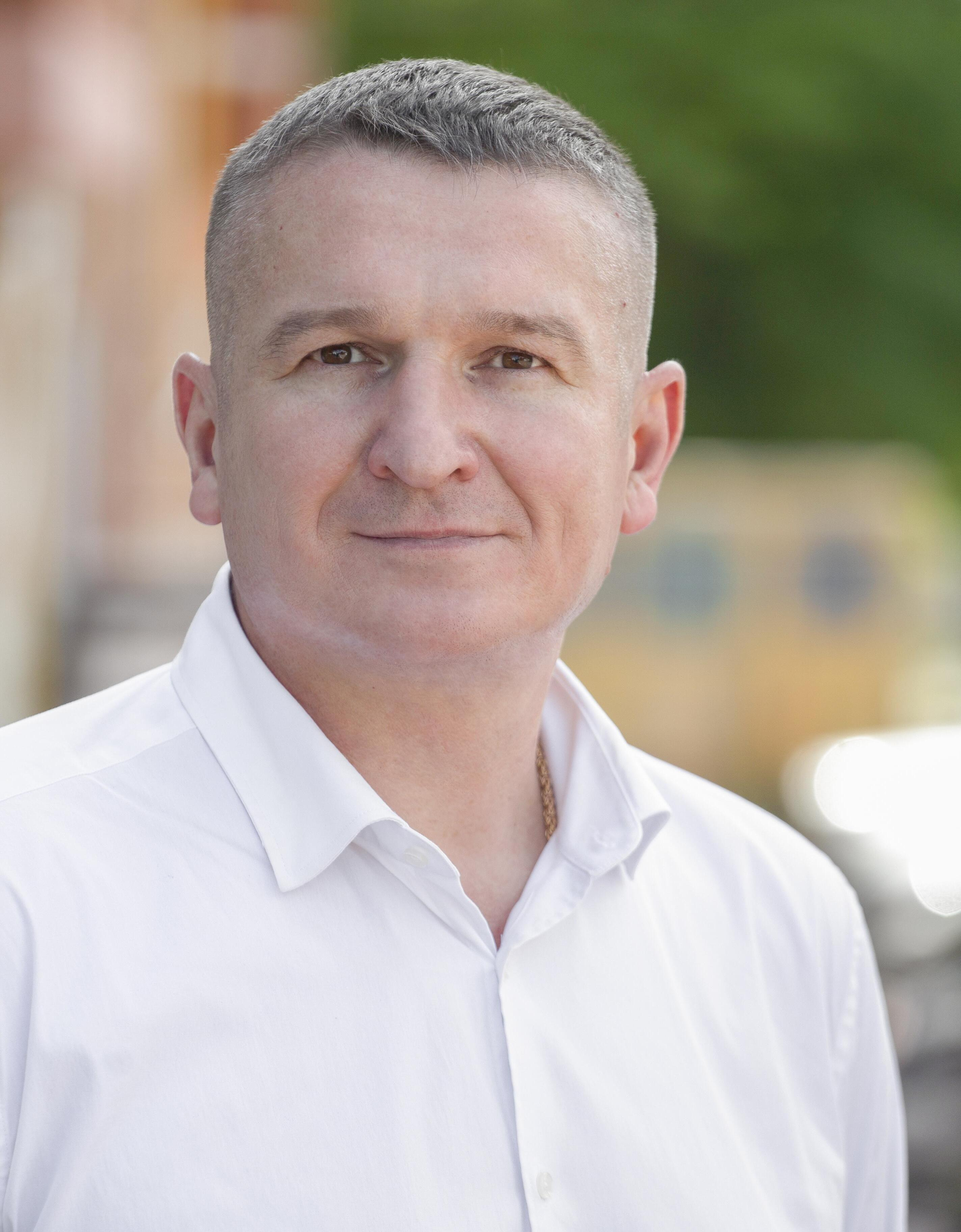
2021년 모습

헤나디 라후타(Hennadiy Lahuta, 본명: 헤나디 미콜라요비치 라후타, 우크라이나어: Геннадій Миколайович Лагута, 1974년 8월 10일 ~ 2023년 9월 17일)는 우크라이나의 정치인으로, 2021년 10월 26일부터 2022년 7월 9일까지 헤르손 주의 주지사를 지냈다. 라후타는 러시아가 헤르손주를 점령한 2022년 4월 26일 러시아군에 의해 해임되었다. 그는 7월 9일 볼로디미르 젤렌스키 대통령에 의해 해임되고 드미트로 부트리(Dmytro Butriy)가 대신하게 되었다.
2023년 9월 17일 49세의 나이로 사망했다.